# 李哲萬
李哲萬（리철만，1968年—），北韓政治家，任職內閣副總理、農業部部長及最高人民會議代議員。

## 生平
李哲萬在2005年1月起出任平安北道農村經營委員會副委員長。2009年，首次當選為最高人民會議的代議員。翌年，晉升為平安北道的農村經營委員會委員長。2012年4月，被提拔為內閣副總理。在隨後的一年，兼任農業部部長。2014年3月，連任最高人民會議代議員一職。

## 資料來源
1. 1 2 3 4  .   [2014-04-17]. （原始内容存档于2014-04-19）.